# 憲仁親王妃久子
久子（日语：／ Hisako，1953年7月10日—）婚前名鳥取久子（とっとり ひさこ），日本皇族，為高圓宮憲仁親王的親王妃。勳等為勳一等，身位親王妃、依《皇室典範》其敬稱為殿下。徽章印為扇（おうぎ）。學位為博士（藝術文化學），擁有法學博士名譽學位（阿爾伯塔大學、愛德華王子島大學）。在丈夫憲仁親王薨逝後，擔任高圓宮家的當主。

## 簡歷
1953年7月10日生於東京都港區白金，為鳥取滋治郎與二三子兩人的的長女。鳥取家為香川縣三豐郡笠田村的名門世家。自聖心女子學院初等科・中等科畢業後，因當時在三井物產任職的父親調職到了英國而一同赴英，並在剑桥大学格頓學院修習人類學與考古學。1975年畢業後，返回日本並翻譯社工作。之後，為了學習法律而再次赴英，直到1982年才返國。
在三笠宮崇仁親王擔任總裁的第31回國際亞洲・北非人文科學會議中，擔任三笠宮親王的翻譯與助理。婚前認為「鳥取」與「久子」並不協調，因此在工作時使用印有「鳥取恒久子」的名片。
1984年4月23日、加拿大大使館的歡迎會中遇見比自己小1歲的憲仁親王。在同年5月上旬，憲仁親王的父親・三笠宮向久子確認是否對自己的兒子有好感。5月20日，憲仁親王以英文「Will you marry me?」向久子求婚，並得到「Yes.」的答案。同年9月17日，行納采的儀式（納采の儀），12月6日舉行結婚典禮。在婚禮的同日，創設高圓宮家。兩人育有三女，即承子女王、千家典子、守谷絢子。
常與擔任日本足球協會名譽總裁的憲仁親王一同出席足球活動並配戴關於足球的飾品，致力於振興足球的事業。2002年，日韓兩國合辦的世界盃足球賽開賽，5月中夫妻兩人一同赴韓国進行官方的訪問，並出席開幕式。這是日本皇室成員以日本足協協會總裁名義在二戰後首次與韓國進行的官方訪問。
2002年，憲仁親王薨逝。在此之後成為高圓宮家的當主。隨後，接替丈夫的職務而分別擔任日加協會、日本足球協會、全日本軟式野球連盟、日本水難救濟會的總裁・名譽總裁。活躍於公務活動的舞台上。而憲仁親王因心室顫動而逝使日本開始推廣與普及AED的使用，在此契機下於2017年就任一般財團法人日本AED財團名譽總裁一職。

## 子女
- 長女 - 承子女王（つぐこ）1986年3月8日生於東京都港區恩賜財團母子愛育會綜合母子保健中心愛育醫院
- 次女 - 千家典子（のりこ）1988年7月22日生於東京都港區恩賜財團母子愛育會綜合母子保健中心愛育醫院，出雲大社權宮司・千家国麿夫人
- 三女 - 守谷絢子（あやこ）1990年9月15日生於東京都港區恩賜財團母子愛育會綜合母子保健中心愛育醫院，日本郵船職員守谷慧夫人

## 外國出訪經歷
- 2000年5月 - 6月、 埃及、 摩洛哥
- 2002年5月 - 6月、 
  - 2002年國際足總世界盃開幕式。與高圓宮一同出席。
- 2003年6月 - 7月、愛爾蘭、 英国
  - 出席特殊奧林匹克運動會等活動。
- 2004年6月、 加拿大
  - 日本與加拿大建交75周年，親善訪問。
- 2004年11月、 泰國
  - 參加世界自然保護會議等活動。
- 2005年6月、 德国、 约旦
  - FIFA國際足總洲際國家盃考察、參加約旦巴蒂亞公主結婚典禮。
- 2005年11月、 英国
  - 出席國際鳥盟世界理事會。
- 2006年1月、 加拿大
  - 參加「高円宮殿下日本ギャラリー」開幕式。
- 2006年6月、 德国
  - 參加國際足協世界盃，為日本選手助威。
- 2008年9月16日 - 10月3日、 乌拉圭、 巴西、 阿根廷、 巴拉圭
  - 出席國際鳥盟世界大會。
- 2010年6月、 南非
  - 參訪2010年國際足總世界盃。
- 2013年9月、 阿根廷
  - 出席阿根廷足球協會・日本足球協會友好紀念活動及奧林匹克大會（第125屆）[11]。
- 2018年6月、 俄羅斯
  - 參加國際足協世界盃，為日本選手助威。

## 家系
鳥取家為香川縣三豐郡笠田村的世族。曾祖父鳥取治郎八因經營農業有成而成為當地納稅大戶。祖父鳥取為三郎亦是納稅大戶，以及地主。父親鳥取滋治郎（1924年－2013年）曾任東邦物產的專務、法國三井物產社長以及東海觀光會長。母親鳥取二三子為外交官友田二郎的長女。友田二郎亦曾擔任宮內廳式部官一職。
外曾祖母曾我晃子（貴族院議員曾我祐邦子爵之妻）與貞明皇后為堂姊妹關係，兩人的祖父為九条家當主九條尚忠。此外，晃子亦是鷹司煕通鷹司煕通公爵的養女。

## 荣誉

### 日本勋章奖章
- 勋一等宝冠章（1984年12月6日）

### 外国勋章奖章
- 恩里克王子大十字勋章（葡萄牙語：Ordem do Infante D. Henrique）（葡萄牙，1993年12月2日公布[13]）
- 天主教伊莎贝尔女王大十字勋章（西班牙语：Orden de Isabel la Católica）（西班牙，2008年11月8日批准[14]）：西班牙国王胡安·卡洛斯一世于2008年11月9日至14日对日本进行国事访问。

## 著作
- 『夢の国のちびっこバク』ブライアン・ワイルドスミス画（学習研究社、1996年） ISBN 4052008235
- 『氷山ルリの大航海』飛鳥童画（講談社、1998年） ISBN 4062092344 - 2007年6月，被大阪藝術大學的學生改編成舞台劇。
- 『宮さまとの思い出』（扶桑社、2003年） ISBN 4594042481
- 『根付 高円宮コレクションII』（思文閣出版、2006年） ISBN 4784212736
- 『旅する根付 高円宮妃現代根付コレクション』（講談社、2008年） ISBN 4062150018
- 『龍の子ケンとリン』（小峰書店、2009年） ISBN 4338180366
- 『寄り鳥見鳥』（産経新聞出版、2010年） ISBN 4863060718

## 外部連結
- 高円宮家 - 宮内庁 （页面存档备份，存于）